# Versager (Sprengtechnik)
In der Sprengtechnik spricht man von einem Versager, wenn die bei einer Sprengung verwendeten Sprengmittel nach der Zündung, d. i. der Aktivierung eines Zünd- oder Anzündmittels, nicht oder teilweise nicht explodieren.
In einem anderen Sinne steht Versager dagegen für einen Explosivkörper, bei dem keine oder nur eine unvollständige Auslösung des Zündmechanismus stattfindet – insbesondere im Kontext von Sprengwaffen in Abgrenzung zum Blindgänger: Bei diesem unterbleibt zwar die Explosion, jedoch nicht die Auslösung des Zündmechanismus als solchen.

## Unterscheidungen
Versager können nach verschiedenen Kriterien unterschieden werden:
- Vollversager / Teilversager: Versagen der vollen oder nur eines Teils der Sprengladung
- Innen- / Außenversager: Versager liegt inner- oder außerhalb des Laderaumes (zum Beispiel Bohrloch)
- Zünd- / Sprengversager: Versager beruht auf einer nicht vollständigen Auslösung des Sprengzünders oder des Sprengstoffes (Zündversager sind hier häufiger, am meisten Strommangelversager)

Versager können wiederum mehrere Ursachen haben:
- Fabrikationsfehler (dies wird durch eine abschließende Qualitätskontrolle bei der Produktion zu vermeiden versucht)
- nicht ausreichender Zündstrom (Strommangelversager), wegen Nebenschluss bzw. Kurzschluss der Zünderdrähte mit Erde, Verwendung der falschen Zündmaschine, fehlerhafter Schaltung der elektrischen Zünder, Verwendung von U- und HU-Zündern im selben Zündkreis
- Sprengstoff ließ sich nicht zünden (Sprengversager), zum Beispiel wegen Überalterung, Feuchtigkeit oder Fremdstoffen (zum Beispiel Bohrmehl) im Sprengstoff, Wählen des falschen Ladungsdurchmessers, Wählen der falschen Verstärkerladung
- Abschlagen der Sprengschnüre oder Sicherheitsanzündschnüre oder Ladesäule durch vorhergegangene Detonationen

Die kursiven Versagensgründe sind meist auf mangelnde handwerkliche Ausführung der Sprenganlage durch den Sprengberechtigten zurückzuführen. Dort, wo eine sichere Sprengung notwendig ist, zum Beispiel Gebäudesprengungen in Städten, ist daher mit der erforderlichen Sicherheit zu arbeiten, und der Aufbau der Zündanlage immer wieder zu überprüfen.

## Versagerbeseitigung
Unter Versagerbeseitigung wird das Wegräumen einer nicht oder nur teilweise explodierten Sprengladung bezeichnet. Nach Auftreten eines Versagers ist dieser unter strengen Sicherheitsvorkehrungen zu beseitigen. Das Beseitigungsverfahren ist abhängig von der Art des Versagers.